# Ditiotreitol
Ditiotreitol (DTT) é uma pequena molécula redutora com fórmula  C4H10O2S2 e a estrutura molecular em sua forma reduzida está a direita; sua forma oxidada tem a estrutura de um anel com quatro carbonos e dois enxofres ligado por uma ponte dissulfeto.
É muito conhecido por ser um forte agente redutor devido à sua forte tendência em formar a estrutura oxidada em forma de anel, pela formação de uma ponte dissulfeto interna, como ilustrado abaixo. Seu poder redutor, entretanto, é limitado a pH's acima de 7, já que apenas o tiolato -S– é reativo, enquanto a forma protonada, tiol (-SH), não é. O pKa dos grupos tióis é cerca de 8.3

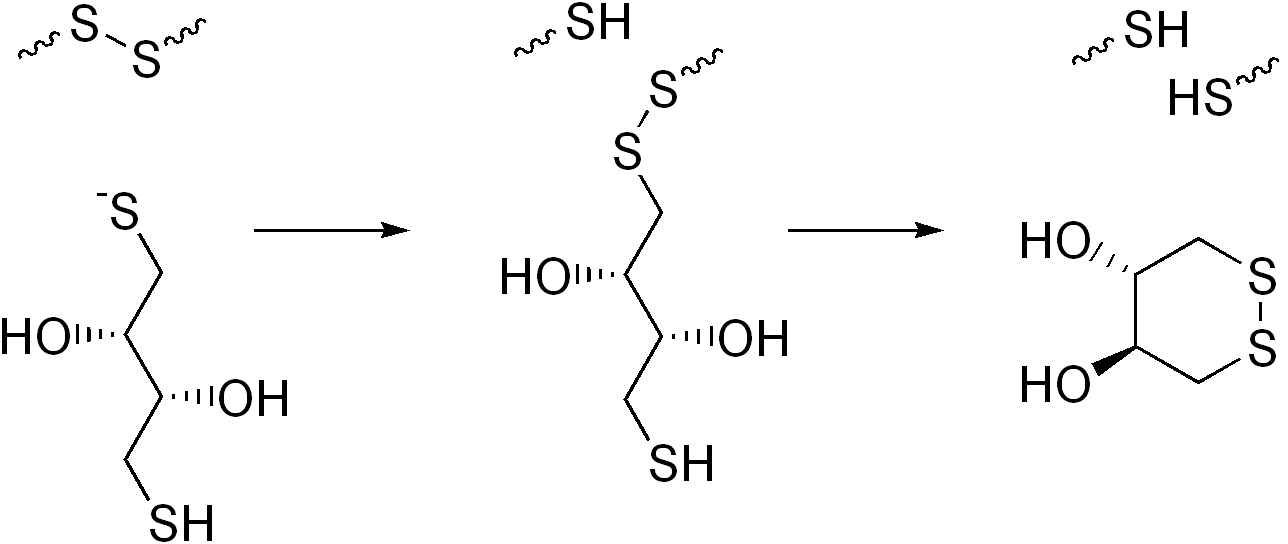
Redução de uma ponte dissulfeto típica pelo DTT.